# Ganière
Die Ganière ist ein Fluss in Frankreich, der in den Regionen Okzitanien und Auvergne-Rhône-Alpes verläuft. Sie entspringt in den Cevennen, im Gemeindegebiet von Malons-et-Elze, wo sein Quellbach mehrmals seinen Namen ändert (Valat de la Bachasside, Ruisseau de Mont Redon). Der Fluss entwässert generell in südöstlicher Richtung durch ein dünn besiedeltes Gebiet im südlichsten Abschnitt des Regionalen Naturparks Monts d’Ardèche und mündet nach rund 27 Kilometern beim Weiler Foussignargues, im Gemeindegebiet von Bessèges, als linker Nebenfluss in die Cèze. Auf ihrem Weg durchquert die Ganière die Départements Gard und Ardèche.

## Orte am Fluss
- La Playsse, Gemeinde Malons-et-Elze
- Le Frontal, Gemeinde Malons-et-Elze
- La Coste, Gemeinde Les Vans
- Murjas, Gemeinde Les Vans
- Gagnières